# Dumitru Comănescu
Dumitru Comănescu, né le 21 novembre 1908 (selon le calendrier grégorien) à Drăgăneasa (ro), dans la commune de Provița de Jos, dans le Județ de Prahova, et mort le 27 juin 2020 à Bucarest à l'âge de 111 ans et 219 jours, est un agronome et supercentenaire roumain. À la mort de Bob Weighton le 28 mai 2020, il devient le doyen masculin de l'humanité, record homologué par le livre Guinness des records. Il meurt après avoir été tenant du titre pendant près d'un mois.
Après sa mort, il est remplacé par Saturnino de la Fuente García, né le 11 février 1909, mais le 14 mai 2021, le spécialiste en gérontologie des records Guinness Robert Young confirme que le portoricain Emilio Flores Marquez né le 8 août 1908 était plus âgé que Comănescu et de la Fuente García. 

## Biographie
Dumitru Comănescu naît dans le village de Drăgăneasa, dans le Județul historique de Prahova (ro). Il devient agronome.
Il reçoit dans les années 2000 le titre de citoyen le plus âgé de Bucarest par la ville et devient doyen masculin de l'humanité le 28 mai 2020. Il meurt le 27 juin 2020 à Bucarest. Trois jours auparavant, il avait reçu la croix patriarcale du patriarche Daniel de Roumanie, la plus haute décoration laïque de l'Église orthodoxe roumaine. Dans une interview, il déclare que le secret de sa longévité était l'amour de sa famille, de sa femme, de ses enfants et de ses petits-enfants.